# Rhianna Pratchett
Rhianna Pratchett (n. 30 decembrie 1976, Rowberrow, Somerset, Anglia) este o scenaristă de jocuri video, designer narativ și fostă jurnalistă. Este membră a Writers' Guild of Great Britain.

## Biografie
După ce a obținut o diplomă în jurnalism, Pratchett a debutat la revista Minx, pe care o descrie ca fiind o revistă „funky”, pentru femei tinere, adăugând „rușine că nu sunt mai multe reviste ca aceasta în ziua de azi”.
Tatăl ei, Terry Pratchett, este un autor de best-sellere în genurile fantezie și literatură pentru copii, celebru pentru seria de romane Discworld.

### Jocuri pe calculator
Rhianna s-a specializat în conceperea unor povești comice pentru jocuri. Obișnuia să scrie pentru (acum defuncta) revista de jocuri pe PC PC Zone și ziarul The Guardian.
Poveștile în jocuri devin mai bune, dar încă mai avem un drum lung de parcurs. Industria încearcă să atragă o audiență mai mare, îmbunătățind felul cum sunt relatate jocurile și cum pot fi ele jucate, factorul cel dintâi devenind din ce în ce mai important.
În septembrie 2006, Edge a inclus-o în clasamentul „Top 100 femei cu cea mai mare influență în gaming”.

## Proiecte
- Tomb Raider de Crystal Dynamics[8]
- Mirror's Edge de EA DICE[8]
- Dungeon Hero de Firefly Studios
- Overlord de Triumph Studios
- Overlord: Dark Legend de Climax Group
- Overlord: Minions de Climax Group
- Overlord II de Triumph Studios[9]
- Prince of Persia de Ubisoft (dialoguri adiționale, scenarist principal Andrew S. Walsh)
- Risen de Piranha Bytes